# Jean-René Legrand
Jean-René Legrand, né René Jean Steigelmann le 23 juin 1899 dans le 10e arrondissement de Paris de Charles Henri Steigelmann et Louise Cécile Hirtz, où il est mort le 8 juillet 1959, est un écrivain et réalisateur français. Il est le frère de Henri-André Legrand et arrière grand-père d'Agnès Marin.

## Biographie
Jean-René Legrand fut également directeur de production.

## Filmographie

### Réalisateur
- 1936 :  Le Chant du destin
- 1952 : Un jour avec vous

### Directeur de production
- 1934 Le Voyage de monsieur Perrichon de Jean Tarride
- 1936 La Dernière Valse de Léo Mittler